# Betta pulchra
Betta pulchra — тропічний прісноводний вид риб з родини осфронемових (Osphronemidae), підродина макроподових (Macropodusinae). Близький родич B. pugnax.
Назва походить від латинського слова pulcher, що означає «гарний», натяк на красу цієї риби.

## Опис
Максимальний відомий розмір 55,9 мм стандартної (без хвостового плавця) довжини. Тіло коротке й міцне, висота тіла на рівні початку спинного плавця становить 25,9-36,9 % стандартної довжини. Голова масивна й гостра на кінці, її довжина становить 32,7-37,6 % стандартної довжини. Інші морфометричні показники: загальна довжина 136,6-156,6 %, предорсальна (до початку спинного плавця) довжина 60,8-66,0 %, преанальна (до початку анального плавця) довжина 44,7-50,0 %, довжина голови 32,7-37,6 % стандартної довжини.
У спинному плавці 1-2 твердих і 8-9 м'яких променів, всього 9-10, в анальному плавці 1-2 твердих і 22-26 м'яких променів, всього 24-28, у хвостовому плавці 13 променів, у черевних плавцях по 1 твердому та 5 м'яким променям, у грудних — по 12-13 променів. Хвостовий плавець вузький ланцетоподібний. Задній кінець спинного плавця загострений і сягає приблизно передньої третини хвостового плавця. Задній кінець анального плавця також загострений і сягає половини або більше хвостового плавця, а у зрілих самців — навіть до його кінця або й виходить за межі. Грудні плавці округлі, черевні нитчасті. Довжина основи анального плавця становить 49,8-52,9 %, довжина основи спинного плавця 13,9-15,9 % стандартної довжини.
У бічній лінії 28-30 лусок; хребців 29.
Забарвлення Betta pulchra нагадує Betta pugnax, основний тон так само коричневий, але лиск на тілі інтенсивніший і має зеленкуватий, а не блакитний відтінок. Зеленкуватий лиск присутній і на зябрових кришках. Від нижньої щелепи через око й до краю зябрових кришок проходить чорна смужка. У самок та молодих риб уздовж тіла проходять дві смужки, які закінчуються на хвостовому стеблі спільною плямою.
На спинному плавці присутні слабкі поперечні смуги. Хвостовий плавець коричнюватий, поперечні смуги присутні лише в зрілих самців. Анальний плавець ближче до краю має червоне забарвлення, а ще чорну облямівку. Зовнішня частина черевних плавців виблискує зеленим кольором.
Самці більші за самок, мають ширшу голову, довші плавці, більше зеленого лиску в забарвленні.
У порівнянні з B. pugnax, Betta pulchra помітно міцніша, має вужчий хвостовий плавець та більше лиску на тілі. Форма хвостового плавця та інтенсивність лиску в B. pulchra є мінливими та ненадійними ознаками для таксономічної ідентифікації.

## Поширення
Вважається, що вид обмежується округом Понтіан (малай. Pontian) на південному заході штату Джохор, Півострівна Малайзія. Однак є повідомлення, що ареал виду може бути більшим і включати південну половину Малайського півострова, Сінгапур та архіпелаг Ріау.
Betta pulchra зустрічається тільки в чорноводних водоймах, пов'язаних з торфовищами болотних лісів. Показник pH води становить від 3,9 до 4,2.
Торфові болотні ліси раніше займали весь Понтіан, але первісна рослинність була розчищена для організації плантацій олійної пальми, ананасів та каучуку; багато районів потрапили в зону урбанізації. Тепер Betta pulchra обмежується залишками чорноводного середовища, сильно зміненого в результаті господарської діяльності людини. Цих риб ловили серед густої прибережної рослинності в іригаційних каналах.
Тут водяться також інші представники родини осфронемових: Belontia hasselti, Betta bellica, B. imbellis, Sphaerichthys osphromenoides, декілька видів Parosphromenus, Trichopsis vittata. Проте ніколи Betta pulchra не зустрічається в одних водоймах з B. pugnax, ці два близьких види мають різні уподобання стосовно середовища існування.

## Біологія
Генетичні дослідження різних видів Betta показали дуже близьку спорідненість B. pugnax і B. pulchra. Градація відмінностей їхніх послідовностей ДНК відповідає локальним популяціям одного виду. Спочатку B. pulchra вважалася чорноводним фенотипом B. pugnax. Проте потомство різних популяцій риб, отримане в акваріумних умовах, незалежно від типу води, виростає відповідним до батьківського фенотипу (B. pugnax або B. pulchra).
Батьківське піклування в цього виду полягає в інкубації ікри в роті. Репродуктивна поведінка B. pulchra схожа з B. pugnax. Самка зазвичай ініціює нерест. Самець інкубує ікру в роті від 12 до 18 днів, залежно від температури води. Після цього він починає випускати повністю сформованих мальків, які вже вільно плавають. Дорослі риби, коли не голодні, не переслідують мальків.
У молодих рибок, що досягли розміру близько 15 мм, на тілі вже спостерігається трохи лиску.

## Утримання в акваріумі
Цей вид спорадично доступний в торгівлі акваріумними рибами. Існує мало звітів про умови утримання Betta pulchra в неволі, але загалом вона вважається невибагливою. Для утримання цих риб потрібен затінений акваріум з густою рослинністю. Для пари або невеличкої групи риб місткість акваріума має бути від 70 л. Оскільки вид походить із середовища «чорних вод», рекомендується підтримувати низький показник рН на рівні 3,5–6,5. Рибам пропонують лише живі та заморожені корми.